# PetSmart
PetSmart ist eine US-amerikanische Einzelhandelskette in Privatbesitz, die Heimtierprodukte, verbundene Dienstleistungen und kleinere Haustiere vertreibt. PetSmart gehört zu den Marktführern im Bereich Heimtierbedarf in Nordamerika. Größter direkter Konkurrent ist Petco und indirekte Konkurrenten sind große Einzelhandelsunternehmen wie Target, Walmart und Amazon. PetSmart betrieb 2022 knapp 1650 Filialen in den Vereinigten Staaten, Kanada und Puerto Rico. Die Filialen bieten neben Tierfutter und Gegenständen auch Dienstleistungen wie Pflege, Tagesbetreuung für Hunde, Hunde- und Katzenpensionen, tierärztliche Versorgung durch externe Kliniken und Hundetraining. Sie bieten auch die Adoption von Hunden und Katzen über Adoptionszentren in den Filialen an, die von der gemeinnützigen Organisation PetSmart Charities betrieben werden. Über das Programm wurden Millionen ungewollte oder heimatlose Tiere an neue Besitzer vermittelt.
Das Unternehmen wurde 1986 von Jim Dougherty in Phoenix unter dem Namen PetFood Warehouse gegründet, als lagerähnliche Geschäft, welches Tierfutter in großen Mengen zu Discountpreisen verkauften. Ab 1989 firmiert es unter dem Namen PetSmart (bis 2005 PETsMART geschrieben). Nach einem Börsengang 1993 wurde PetSmart im März 2015 von der britischen Investmentgesellschaft BC Partners für eine Kaufsumme von 8,7 Milliarden US-Dollar übernommen und wieder zu einem privat gehaltenen Unternehmen.